# Ian Jones-Quartey
Ian Jones-Quartey (Columbia, 18 de junio de 1984) es un productor, director creativo, dibujante y animador estadounidense, conocido por haber creado la serie animada OK K.O.! Let's Be Heroes para Cartoon Network.

## Trayectoria
Jones-Quartey nació en Columbia (Maryland) en 1984, en una familia de ascendencia ghanesa. Su abuela materna es Theodosia Okoh (1922-2015), acreditada como la diseñadora de la bandera de Ghana.
Después de graduarse en 2006 por la Escuela de Artes Visuales de Nueva York, en la que coincidiría con otros futuros profesionales como Rebecca Sugar, se ocupó de los diseños artísticos en The Venture Bros., emitida en Adult Swim. Posteriormente fue contratado por Cartoon Network para trabajar como guionista gráfico en Secret Mountain Fort Awesome, Adventure Time y Bravest Warriors, donde además presta voz a varios personajes. De forma paralela, en 2012 comenzó a desarrollar un proyecto de serie de animación, Lakewood Plaza Turbo, del que solo se filtró el episodio piloto.
Cuando Rebecca Sugar dejó Adventure Time en 2013 para crear Steven Universe, reclutó en su equipo a Jones-Quartey con las funciones de dibujante, animador y director supervisor. A partir de la segunda temporada asumió también la coproducción ejecutiva. El dibujante formó parte de Steven Universe hasta mayo de 2015, cuando Cartoon Network le ofreció presentar un proyecto propio.
En 2017 estrenó la serie OK K.O.! Let's Be Heroes, basada en el concepto de Lakewood Plaza Turbo, en la que personajes de videojuegos de lucha se enfrentan a situaciones cotidianas.

## Filmografía

### Televisión
| Año               | Título                       | Papel                                                                                        |
| ----------------- | ---------------------------- | -------------------------------------------------------------------------------------------- |
| 2007 - 2010       | The Venture Bros.            | Dibujante, diseñador y director de animación.                                                |
| 2007              | Supernormal                  | Director de animación.                                                                       |
| 2007 - 2009       | nockFORCE                    | Cocreador y animador.                                                                        |
| 2010 - 2013       | Adventure Time               | Supervisor y guionista gráfico.                                                              |
| 2011 - 2012       | Secret Mountain Fort Awesome | Guionista gráfico.                                                                           |
| 2012 - presente   | Bravest Warriors             | Voz de Wallow.                                                                               |
| 2013 - 2016, 2019 | Steven Universe              | Coproductor ejecutivo, director supervisor, guionista gráfico, animador y voces adicionales. |
| 2017 - 2019       | OK K.O.! Let's Be Heroes     | Creador y voz de Radicles.                                                                   |